# Атака (музыка)
Ата́ка зву́ка — первоначальный импульс звукоизвлечения, необходимый для образования звуков при игре на каком-либо музыкальном инструменте или при пении вокальных партий; некоторые нюансировочные характеристики различных способов звукоизвлечения, исполнительских штрихов, артикуляции и фразировки.

## Физическая и психоакустическая природа атаки звука
В аспекте сугубо физическом, тот или иной характер атаки звука обусловлен крутизной и длительностью переднего фронта спектрального состава частотных колебаний первоначального звукового импульса, образующегося в момент извлечения звука при игре на каком-либо музыкальном инструменте или при исполнении вокальных партий.
С другой стороны, из психоакустики известно, что чем быстрее нарастает звуковой импульс, тем дальше его спектр простирается в высокочастотную область, а поэтому сильные (яркие) атаки звуков всегда ассоциируются у слушателей с высокочастотными спектральными компонентами, и наоборот.

## Виды атаки звука
В вокальной практике различают 4 основных вида атаки звука:
- твёрдая атака, обеспечивающая звучанию голоса громкость, яркость, энергичность, резкость; без воздуха, сначала идет звук, а за ним воздух.
- мягкая атака, придающая звучанию голоса мягкость, бархатистость, богатство обертонов; без воздуха, связки смыкаются плотно.
- придыхательная атака (субтон); в разговорной речи этому виду атаки звука соответствует голосовое звукоизвлечение при «секретной беседе», которая ведётся на приглушённых тонах и доверительных интонациях. В данной атаке к звуку присоединяется воздух, и получается, что звук воспроизводится сразу одновременно с воздухом.

* Экспрессивная (взрывная) атака, используется в эстрадной, джазовой и рок-музыке. Атака, где к звуку добавляется шум, создаются такие приемы, как гройл, скрим, харш или рык, джазовый гроул, джазовый рык.
Для каждого музыкального инструмента (струнного, духового, ударного и т. д.) используемая при игре на нём атака звука имеет свои индивидуальные особенности, обусловленные конструкцией этого инструмента и спецификой характерных для него способов звукоизвлечения.